# Úrsulo (gramático)
Úrsulo (em latim: Ursulus) foi um gramático romano do século IV. É citado em 376 em Augusta dos Tréveros com seu colega Harmônio, amigo de Ausônio, e ensinou seis horas ao dia em latim e grego.